# Kick-Man
Kick-Man (également Kick Man ou Kick) est un jeu vidéo d'action développé et édité par Midway Manufacturing en 1981. Le jeu est par la suite porté sur Commodore 64 sous le titre Kickman en 1982,,,.